# Breznik Plešivički
 Breznik Plešivički  falu Horvátországban Zágráb megyében. Közigazgatásilag Jasztrebarszkához tartozik.

## Fekvése
Zágrábtól 27 km-re délnyugatra, községközpontjától 3 km-re északkeletre fekszik. 

## Története
A település neve még birtokként 1249-ben szerepel először „terra Breznycha”" alakban, ugyanekkor említik a rajta keresztülfolyó patakot is „Breznycza” néven. 1455-ben „villa Breznyk”, 1466-ban „Breznycha” néven szerepel a korabeli forrásokban. 1783-ban az első katonai felmérés térképén „Dorf Bresnicza” néven írják. 
1857-ben 79, 1910-ben 163 lakosa volt. Trianon előtt Zágráb vármegye Jaskai járásához tartozott. 2001-ben a falunak 134  lakosa volt. 

## Lakosság
| Lakosság változása | Lakosság változása | Lakosság változása | Lakosság változása | Lakosság változása | Lakosság változása | Lakosság változása | Lakosság változása | Lakosság változása | Lakosság változása | Lakosság változása | Lakosság változása | Lakosság változása | Lakosság változása | Lakosság változása |
| ------------------ | ------------------ | ------------------ | ------------------ | ------------------ | ------------------ | ------------------ | ------------------ | ------------------ | ------------------ | ------------------ | ------------------ | ------------------ | ------------------ | ------------------ |
| 1857               | 1869               | 1880               | 1890               | 1900               | 1910               | 1921               | 1931               | 1948               | 1953               | 1961               | 1971               | 1981               | 1991               | 2001               |
| 79                 | 112                | 117                | 125                | 137                | 163                | 138                | 150                | 174                | 179                | 167                | 165                | 143                | 143                | 134                |